# Kanton Bourg-lès-Valence
Kanton Bourg-lès-Valence (fr. Canton de Bourg-lès-Valence) je francouzský kanton v departementu Drôme v regionu Rhône-Alpes. Skládá se z pouhých dvou obcí.

## Obce kantonu
- Bourg-lès-Valence
- Saint-Marcel-lès-Valence